# ER207
ER207は、エリクソン（現・ソニー・エリクソン・モバイルコミュニケーションズ→ソニーモバイルコミュニケーションズ）が開発した、NTTドコモによる第二世代携帯電話 (mova) 端末製品。

## 概要
エリクソンがER205に引き続いて日本向けに開発した端末。当時のドコモの端末仕様では、メーカーのロゴを入れることは出来なかったが、当端末では電池の残量計表示にメーカロゴを入れていた。

## 歴史
- 1999年8月20日: ドコモから発売

## 参照
1. ↑  『日本ケータイ大図鑑 1979→2005』35ページ